# Tromba (bướm nhảy)
Tromba là một chi bướm ngày thuộc họ Bướm nâu.